# Драган Бартула
Драган Бартула (Соколац, 1959 — Лозница, 29. август 2023) био је српски сликар, сценограф и ликовни педагог, који је живео и радио у Лозници.

## Биографија
Студирао је социологију у Сарајеву и Педагошку академију у Шапцу. Био је оснивач галерије „Мина Караџић“ у Лозници. Радио је као сценограф већи број позоришних представа. Обавио је студијска путовања у Македонију, Италију, Швајцарску и Немачку.
Самостално је излагао више пута у земљи и иностранству, на преко сто педесет групних жирираних изложби и учествовао на око педесет ликовних колонија у земљи и иностранству.

## Чланство
- Удружење ликовних уметника Србије (УЛУС),
- Удружење ликовних стваралаца Шапца (УЛСШ),
- Удружење ликовних уметника источне Херцеговине (УЛУИХ) и Уметничког братства манастира Добрун

## Самосталне изложбе
- 1987. Кафе клуб Лав, Лозница
- 1997. СКЦ, Београд
- 1997. ТП Јадар, Лозница
- 1997. Галерија Вукове спомен Школе, Тршић
- 1997. Музеј Јадра, Лозница
- 1998. Галерија Дома културе, Шабац
- 1998. Музеј Срема, Сремска Митровица
- 1998. Галерија Народног музеја, Ваљево
- 1998. Галерија „Миленко Атанацковић“, Бијељина, Република Српска
- 1998. СКЦ, Београд
- 2000. Галерија Центра за културу, Кула
- 2000. Галерија Центра за културу, Оџаци
- 2000. Културна установа Хазар, Бачка Паланка
- 2001. Центар за културу, Беочин
- 2001. Галерија Мост, Нови Сад
- 2001. Галерија Дома културе, Шабац
- 2002. Галерија Чигота, Златибор
- 2002. Галерија-кафе Пасаж Нови Сад
- 2003. Галерија Прометеј, Нови Сад
- 2003. Галерија Подрум, Нови Сад, Аполо Центар
- 2004. Галерија „34“ Ваљево
- 2004.
- 2004. Галерија „Миленко Атанацковић“ Бијељина, Република Српска
- 2004. Галерија Плато Лозница
- 2005.
- 2005. Галерија Центра за културу, Добој, Република Српска
- 2006. Carpi (MO, Italia)Palazza Pio, sala Ex Caraceri[2]
- 2007. Галерија Прометеј Нови Сад
- 2008.
- 2009. Галерија, Чековића кућа Пале, Република Српска
- 2010.
- 2011.
- 2012. Галерија Кућа Ђуре Јакшића, Београд
- 2013
- 2013 „Ночь в Музее“ 18. мај, Русија
- 2013  Русија, Градска галерија Владимир,Русија
- 2013. Галерија ДИВАРТ, Косанчићев венац, Београд
- 2014. Галерија ПРОГРЕС,Београд
- 2014. Галерија „С“, Кикинда
- 2015. Галерија „КЦ“, Шабац[3]
- 2015. Гварнеријус, Београд, изложба једне слике[4]
- 2015. Галерија Плаонеум-САНУ, издвојено одељење Нови Сад
- 2015. Галерија Кућа Ђуре Јакшића, Београд[5]
- 2015. Градска галерија Сенберија, Бијељина
- 2015. „За Веру и Отаџбину! Животне приче у Великом рату“, Музеј Кремља, Рјазањ, Русија
- 2015. Музеј Николај Островски, Москва
- 2016. СКЦ Свети Сава, Суботица

## Групне изложбе
- Октобарски салон, Шабац (1985, 1986, 1996, 1997, 2000-2014)
- Вишеградска Ликовно саборовање, од 1998 до 2015
- Градсака галерија Вишеград (1998-2007)
- Галерија Цвијета Зузорић Београд
- Галерија МАК (галерија филмске и позоришне уметности), Сарајево
- Галерија ликовних уметности, Бања Лука
- Галерија Миленко Атанцковић, Бјељина
- Галерија Ђура Јакшић, Брчко
- Завичајни музеј, Требиње
- Галерија ЦК, Добој
- Градска Галерија, Ужице
- Галерија Дома Револуције, Пријепоље
- Стална поставка, Музеј Добробосанске Митрополије, Добрун
- V и VI међународна изложба малог формата, Горњи Милановац (1998, 2000)
- Изложба нових чланова УЛУС-а, Галерија Цвијета Зузорић, Београд (1999)
- Видим Вука, Вукова задужбина, Београд (1996), Тршић (1996)
- и  изложба цртежа, Галерија "Вера Благојевић", Шабац (1998, 2000, 2001)
- и  изложба малог формата, Галерија Центра за Културу, Шабац Галерија „Вера Благојевић“, Шабац, изложба првог сазива ликовне колоније Мишар
- Галерија Културног Центра, Врбас, ужи избор слика Сомборске колоније
- Галерија Центар за културу, Варварин
- Галерија Мина Караџић, Лозница, ликовна колонија Ковиљача
- Изложба слика чланова УЛСШ-а, Галерија Народног музеја, Шабац (2002)
- Први септембарски салон, Галерија "Мина Караџић", Лозница (2000) – оснивач салона
- Галерија, Музеј историје Југославије, Београд (1999)
- Изложба ликовне колоније Моровица, Моровица
- Галерија Нови Храм Сарајево, Арт симпозијум (2005)
- Галерија КЦ Пробиштип Македонија (2006)
- Галерија Цвијета Зузорић, Београд, Звона Косова(2006, 2007)
- Галерија ВС, Београд, Крајишки салон (2006)
- Народни музеј Шабац,поводом 200 година Мишарске битке (2006)
- Музеј савремене уметности, Бања Лука Република Српска
- Галерија Нови Храм, Сарајево, Арт симпозијум
- Галерија Културног центра Шабац II бијенале акта 2007, Галерија Центра за културу Пробиштип, Македонија 2007
- 2009/2010 Швајцарска
- 2012 SAD
- , 2012
- , 2012
- 2013

## Награде и признања
- Награда за сликарство, Октобарски салон Шабац
- Прва награда II бијеналa акта, Галерија КЦ Шабац
- Друга награда Арт фест Дорал 2012, Мајами, САД
- Посебна Грамата за допринос српској уметности „Боје Србије“, Москва, Русија, 2013. године
- Добрунска розета, Уметничко братство манастира Добрун
- Вукова награда, 2017.